# Hieracium maculatum
Hieracium maculatum — вид рослин із родини айстрових (Asteraceae).

## Біоморфологічна характеристика
Це багаторічна трав'яниста рослина. Стебло прямовисне, просте, із залозистими й не залозистими волосками, заввишки 20–80 см. Листки в приземленої розетці і стеблові, сірувато-зелені, з червонувато-коричневими цятками, на поверхні з розкиданими простими волосками, знизу на середній жилці, на краю й на ніжці волоски численніші, по краю зазвичай з коротко-ніжковими залозками. Листків приземної розетки 1–5, на ніжках, пластинки від яйцюватих до довгасто-ланцетних, основа клиноподібна, верхівка загострена, по краю, особливо в нижній частині, крупнозубчасто-трикутні. Стеблових листків 3–7, до верхівки поступово зменшуються, нижні на ніжках, верхні майже сидячі. Обгортка від яйцеподібної до циліндрично-яйцеподібної форми, її листочки нечисленні, лінійно-ланцетні, загострені, з залозистими й зірчастими волосками. Язикові квітки жовті. Плід — коричнево-чорна сім'янка. 2n=27. Квітне в травні та червні.

## Середовище проживання
Зростає у Євразії від Іспанії й Британських островів до Кавказу й Анатолії.
Населяє сонячні кущисті схили, світлі дубові й соснові ліси, узлісся, кам'янисті схили, вересовища, росте на більш сухих, рідше поперемінно вологих ґрунтах з кислою та лужною реакцією.

## Галерея

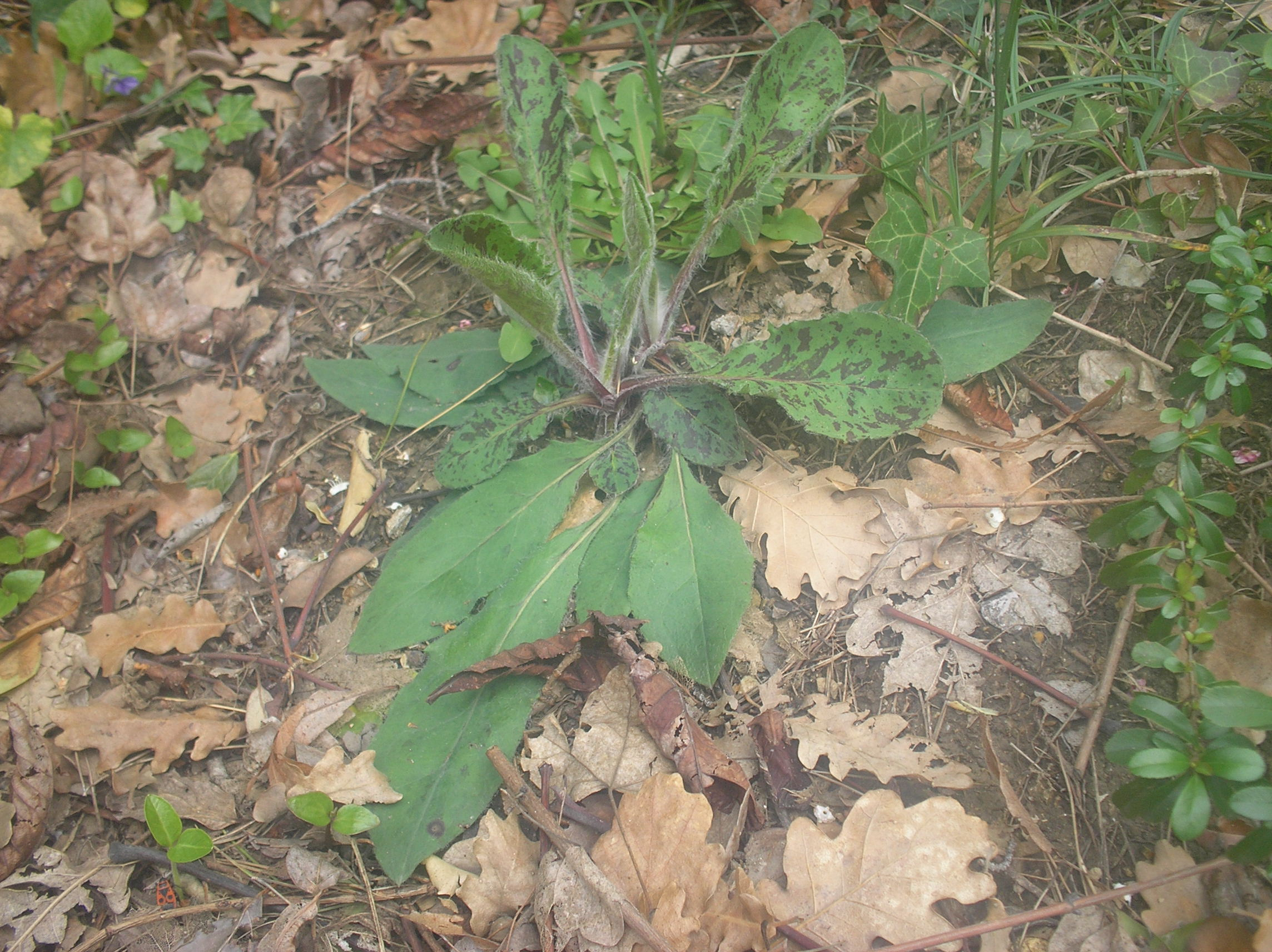
листки
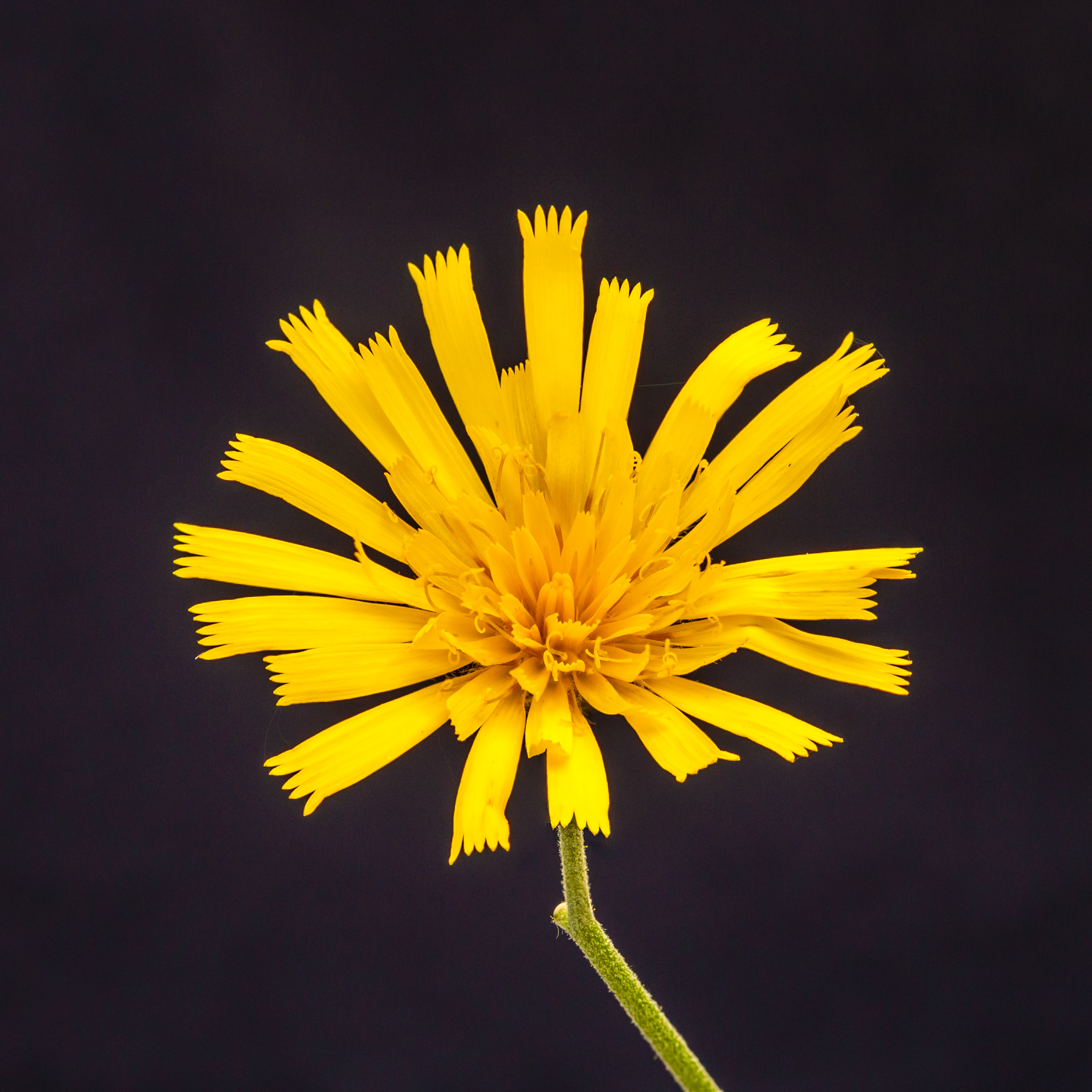
квітки